# Hafida Bachir
Pour les articles homonymes, voir Bachir.
Hafida Bachir est une activiste féministe belge née le 13 août 1961 à Tanger (Maroc). Elle a été secrétaire politique du mouvement Vie Féminine, avant de rejoindre le cabinet de la secrétaire d'État, Sarah Schlitz.  

## Carrière
Née au Maroc, elle arrive à Bruxelles avec ses parents en 1969 à l'âge de 8 ans.
En 1988, elle s'engage en tant qu’animatrice à Vie Féminine Bruxelles. En 1991, elle devient responsable régionale de Vie Féminine Bruxelles. Entre 2006-2019, elle est présidente nationale de Vie Féminine, mouvement féministe belge francophone d'éducation permanente,. Elle commence son travail avec des groupes de femmes issues de l’immigration,.
En 2019, elle est signataire du manifeste « 490 hors-la-loi », initiative lancée par l'écrivaine Leïla Slimani qui fait écho au procès de Hajar Raissouni pour « avortement illégal » et « débauche », en référence à l'article 490 du Code pénal marocain.
En 2019, Hafida Bachir contribue à la revue Politique, revue belge d'analyse et de débat en publiant deux articles : « Femmes sans papiers : la régularisation devient une urgence ! » et « Le dialogue entre jeunes femmes et mouvements féministes : inventer d’autres possibles »,.
En 2020, elle rejoint le cabinet de Sarah Schlitz, secrétaire d'état à l'Égalité des genres, à l'Égalité des chances et à la Diversité.  

## Récompenses
- 2014 :  Commandeur de l'ordre de la Couronne[10]
- 2019 : Trophées marocains du monde, catégorie « Société Civile »[11],[12].